# 大竹站 (廣島縣)
大竹站（日语：／ Ōtake eki */?）是位於廣島縣大竹市新町一丁目，西日本旅客鐵道（JR西日本）和日本貨物鐵道（JR貨物）山陽本線的車站。本站位於廣島城市網絡內，為廣島縣最西端和最南端的車站。

## 歷史
- 1897年（明治30年）9月25日 - 山陽鐵道 廣島站至德山站之間開通，此站啟用。為旅客、貨運車站。
- 1906年（明治39年）12月1日 - 山陽鐵道國有化（日语：鉄道国有法），成為官設鐵道車站。
- 1909年（明治42年）10月12日 - 制定路線名稱。成為山陽本線車站。
- 1975年（昭和50年）3月10日 - 隨著山陽新幹線博多開業而實施時間表修正，在此停站的特急、急行列車全部廢止。替而代之為設有吳至岩國、廣島至德山以西的快速列車停站。
- 1980年（昭和55年）10月1日 - 實施時間表條正，於此站停站的夜行列車取消。該列車是從岩國出發前往鳥取(廣島起為急行「千鳥」)的夜行列車。
- 1987年（昭和62年）4月1日 - 伴隨國鐵分割民營化，車站由西日本旅客鐵道（JR西日本）、日本貨物鐵道（JR貨物）營運。
- 1998年（平成10年）3月14日 - 實施時間表修正（日语：ダイヤ改正），成為快速列車（現時成為「通勤快車」）停車站。
- 2007年（平成19年）
  - 6月27日 - 引入可支援ICOCA的自動閘機（日语：自動改札機）。
  - 9月1日 - 此站可以使用ICOCA。
- 2008年（平成20年）
  - 1月7日 - 在此站內發生貨櫃車廂之間相撞事故[注 1]。
  - 3月15日 - 實施時間表修正，成為快速「城市快車」停車站[注 2]。
  - 4月1日 - 綠色窗口的營業時間縮短至晚上10時30分。
- 2012年（平成24年）3月9日 - 列車出發顯示牌由電照幕式改為LED式。
- 2013年（平成25年）
  - 4月1日 - 車站業務由JR西日本廣島MAINTEC（日语：JR西日本広島メンテック）負責，成為業務委託車站。
  - 7月1日 - 綠色窗口營業時間縮短至從5時10分開始。
- 2014年（平成26年）6月11日 - 此站內發生平交道遮斷機不降下事故[1][2]。
- 2016年（平成28年）3月26日 - 暫時廢止的快速「城市快車」在時間表修正中再次開設，並於星期六與假日服務(但是停車站與上一次有所相異)，此站為快速「城市快車」停車站。
- 2018年（平成30年）
  - 7月6日 - 發生2018年7月西日本豪雨使車站暫停服務。
  - 8月18日 - 岩國站至海田市站之間重開，快速「城市快車」暫停運行。
- 2019年（平成31年）3月16日 - 暫停運行中的快速「城市快車」正式廢止，變為普通列車。
- 2020年（令和2年）3月14日 - 快速「城市快車」再次運行，但只限在星期六及假日服務。

## 車站構造
本站是地面車站，設有1面1線的單式月台和1面2線的島式月台，合共2面3線的混合式月台。1號月台（單式月台）側為車站大樓，設有跨線橋連接3、4號月台（島式月台）。
此站由宮島口站管理，並由JR西日本廣島MAINTEC負責車站業務，為業務委託車站。車站可以使用ICOCA與其互相可以使用的IC卡。

### 月台
| 月台 | 路線                 | 上下行               | 方向                 |
| ---- | -------------------- | -------------------- | -------------------- |
| 1    | 山陽本線             | 上行                 | 宮島口、廣島方向     |
| 3    | 山陽本線             | 下行                 | 岩國、德山方向       |
| 4    | （貨運列車專用月台） | （貨運列車專用月台） | （貨運列車專用月台） |

- 1和3號月台之間設有沒有月台的中線（2號月台），只供上行貨物列車使用。
- 在4號月台外側，在車站東邊為貨物路線。
- 設有2台自動售票機（其中1台可支援ICOCA和高額紙幣，1台為綠色售票機（MV））

## 貨物車站
JR貨物為貨物車站，位於旅客車站北邊與東邊二處。
起卸貨物
- 貨櫃貨物
  - 起卸區從旅客車站北邊地區（上行線側）沿山陽本線西邊南北延伸，是一個幼細而長的大型起卸區域。此站可以處理12呎貨櫃、20呎・30呎大型貨櫃、20呎・40呎ISO規格海運貨櫃。為JR貨物中所有可以處理的貨櫃。而在旅客車站的東邊（下行線側）也有細規模的起卸區，只可處理12呎貨櫃。
- 一般貨物
  - 在旅客車站的東邊，可起卸化學藥品貨物。
- 此貨物車站可起卸工業廢料、特殊工業廢物。

車站構造
- 上下行線共有各1面貨櫃月台，另外付屬設有各1條貨物起卸線，以及數條側線。
- 在營業櫃臺方面，設有JR貨物大竹營業分店、負責貨物業務的日本通運大竹分店，均位於在上行線側貨櫃月台南邊入口。
- 此站設有Daicel（日语：ダイセル）罐車專用的起卸線，以起卸該公司在大竹工場的化學藥品。當中包括的貨運班次包括，運送丙酸從此站至新井站，運送三聚乙醛、乙酸乙烯酯從新井站至此站。
- 曾經設有三井化學岩國大竹工場專用線，以使用罐車運送化學藥品，在2000年（平成12年）頃廢止。另外也有興亞石油（現時為JXTG能源）JXTG能源麻里布煉油廠（日语：JXTGエネルギー麻里布製油所）專用線，以用作運送石油，在1980年代廢止。

## 使用狀況
以下為近年1日平均乘車人次列表：
| 年度                | 1日平均 乘車人次 |
| ------------------- | ---------------- |
| 1987年（昭和62年）  | 6,346            |
| 1988年（昭和63年）  | 6,468            |
| 1989年（平成 元年） | 6,402            |
| 1990年（平成02年）  | 6,534            |
| 1991年（平成03年）  | 6,522            |
| 1992年（平成04年）  | 6,376            |
| 1993年（平成05年）  | 6,333            |
| 1994年（平成06年）  | 6,176            |
| 1995年（平成07年）  | 6,091            |
| 1996年（平成08年）  | 5,935            |
| 1997年（平成09年）  | 5,569            |
| 1998年（平成10年）  | 5,366            |
| 1999年（平成11年）  | 5,245            |
| 2000年（平成12年）  | 5,130            |
| 2001年（平成13年）  | 4,959            |
| 2002年（平成14年）  | 4,855            |
| 2003年（平成15年）  | 4,763            |
| 2004年（平成16年）  | 4,669            |
| 2005年（平成17年）  | 4,552            |
| 2006年（平成18年）  | 4,470            |
| 2007年（平成19年）  | 4,387            |
| 2008年（平成20年）  | 3,925            |
| 2009年（平成21年）  | 3,718            |
| 2010年（平成22年）  | 3,616            |
| 2011年（平成23年）  | 3,509            |
| 2012年（平成24年）  | 3,462            |
| 2013年（平成25年）  | 3,427            |
| 2014年（平成26年）  | 3,337            |
| 2015年（平成27年）  | 3,396            |
| 2016年（平成28年）  | 3,407            |
| 2017年（平成29年）  | 3,374            |

## 車站周邊
- 三井化學岩國大竹工場
- 三井道多元化學大竹工場
- 三菱化學（日语：三菱ケミカル）大竹事業所
- Daicel（日语：ダイセル）大竹工場
- JXTG能源麻里布煉油廠（日语：JXTGエネルギー麻里布製油所）
- 日本製紙PAPYLIA（日语：日本製紙パピリア）大竹工場
- 廣島縣立大竹高等學校（日语：広島県立大竹高等学校）
- 大竹市立大竹中學（日语：大竹市立大竹中学校）
- 大竹市立大竹小學（日语：大竹市立大竹小学校）
- 堇洋裁専門學校
- 大竹簡易裁判所（日语：簡易裁判所）
- 大竹警署（日语：大竹警察署）
- Hello Work（日语：ハローワーク）大竹
- 國道2號

## 相鄰車站
西日本旅客鐵道
 山陽本線
■快速「通勤快車」（只有平日早上上行班次）
宮島口←大竹←岩國
■快速「城市快車」（只有星期六及假日服務）、■普通
玖波－大竹－和木

## 注腳

## 外部連結
- 大竹｜車站資訊：JR出門網 - 西日本旅客鐵道